# Deng Chao
Deng Chao, es un actor, comediante, cantante, director, productor y personalidad de televisión chino.

## Biografía
Se entrenó en el "Central Academy of Drama"
El 8 de febrero del 2010 se casó con la actriz china Betty Sun más conocida como Sun Li. La pareja tiene un hijo, Deng Hanzhi y una hija, Deng Hanyi.

## Carrera
En 2012 se unió al elenco de la película de acción y fantasía Si da ming bu donde dio vida a Leng "Coldblood" Lingqi, posteriormente Deng interpretó nuevamente a Leng en las secuelas Si da ming bu 2 en el 2013 y en Si da ming bu 3 en el 2014.
En 2014 se unió al elenco principal del exitoso programa de variedades chino Keep Running, donde formó parte hasta el 2018 después de que dejara el programa debido a conflictos con horarios de otros trabajos.
En 2016 junto a Yu Baimei abrieron su propio teatro al que llamaron "Super Theater".

## Filmografía

### Series de televisión
| Año  | Título                                    | Personaje           | Notas                         |
| ---- | ----------------------------------------- | ------------------- | ----------------------------- |
| 2017 | Master Healing                            | Mei Yangui          | (aparición especial)          |
| 2014 | Ten Years of Love                         | Xiao Ran            | -                             |
| 2013 | American Dreams in China                  | Meng Xiaojun        | -                             |
| 2011 | Love of Yan'an                            | Peng Chengdou       | -                             |
| 2010 | You're My Brother                         | Ma Xuejun           | -                             |
| 2009 | The Heavenly Sword and Dragon Saber       | Zhang Wuji          | -                             |
| 2009 | Medic                                     | Lin Bingkun         | -                             |
| 2009 | Human Love                                | Li Xiaojun          | -                             |
| 2008 | Rich Man Poor Love                        | Meng Hao            | -                             |
| 2008 | 甜蜜蜜                                    | Lei Lei             | -                             |
| 2008 | Romantic West St.                         | Hu Dawei            | -                             |
| 2007 | Silent Tears                              | Zhao Jian           | -                             |
| 2006 | New Stars in the Night                    | Zhou Xinbang        | -                             |
| 2006 | Young Justice Bao III                     | Bao Zheng           | episodio "Chong chu jiang hu" |
| 2006 | 爱了散了                                  | Chen Feng           | -                             |
| 2005 | 风流才子翻转天                            | Kuang Nanhai        | -                             |
| 2005 | 明末风云                                  | Emperador Chongzhen | -                             |
| 2005 | Young Kangxi                              | Emperador Kangxi    | -                             |
| 2005 | Happiness as Flowers                      | Bai Yang            | -                             |
| 2005 | The Royal Swordsmen                       | Zheng De            | -                             |
| 2004 | 谍战之特殊较量                            | Zhao Zhiqiang       | -                             |
| 2004 | Beijing Holiday                           | Liu Xiaodong        | -                             |
| 2003 | The Young Emperor                         | Emperador Shunzhi   | -                             |
| 2003 | The Following is the Fertile Soil of Sand | Wang Heiyuan        | -                             |
| 2001 | The Joy of Spring                         | Liang Dawei         | -                             |

### Películas
| Año  | Título                  | Personaje    | Notas                                                                                                |
| ---- | ----------------------- | ------------ | --- |
| 2020 | My People, My Homeland  | Qiao Shulin  | junto a Dong Zijian, Yang Zi, Li Yifeng, Karry Wang, Li Chen, Wang Ziwen y Liu Haoran                |
| 2018 | Bring Happiness Home    | -            | junto a Jackson Wang, Zhang Yishan, Lin Gengxin y Zhou Dongyu                                        |
| 2016 | I Belonged to You       | Chen Mo      | junto a Bai Baihe, Yang Yang y Zhang Tian'ai                                                         |
| 2016 | The Mermaid             | Liu Xuan     | junto a Lin Yun, Show Luo, Zhang Yuqi y Kris Wu                                                      |
| 2014 | Ten Years of Love       | Xiao Ran     | - |
| 2014 | The Four 3              | Leng Lingqi  | junto a Liu Yifei, Anthony Chau-Sang Wong, Collin Chou, Ronald Cheng y Awayne Liu                    |
| 2014 | The Breakup Guru        | Mei Yuangui  | junto a Yang Mi, Gulnazar, Liu Yan y Sun Li                                                          |
| 2013 | The Four 2              | Leng Lingqi  | junto a Liu Yifei, Anthony Chau-Sang Wong, Collin Chou, Ronald Cheng y Awayne Liu                    |
| 2012 | The Four                | Leng Lingqi  | junto a Liu Yifei, Anthony Chau-Sang Wong, Collin Chou, Ronald Cheng, Xiubo Wu y Bao Bei'er          |
| 2011 | Mural                   | Zhu Xiaolian | junto a Sun Li, Yan Ni, Collin Chou, Zheng Shuang, Andy On y Eric Tsang                              |
| 2011 | The Founding of a Party | Chen Yi      | junto a Liu Ye, Chen Kun, Li Qin, Huang Jue, Liao Fan, Chow Yun-fat, Qi Yuwu, Yang Yang y Jing Boran |

### Programas de variedades
| Año                     | Programa                                 | Notas                                    |
| ----------------------- | ---------------------------------------- | ---------------------------------------- |
| 2021 - presente         | Chuang 2021                              | [ 2 ]                                    |
| 2018                    | Hot Blood Dance Crew                     |                                          |
| 2014 - 2018             | Keep Running                             | 75 episodios - miembro                   |
| 2016, 2017              | Ace vs Ace                               | 2 episodios (ep. #1.1 y 2.02) - invitado |
| 2006, 2011, 2013 - 2017 | Happy Camp                               | 8 episodios - invitado                   |
| 2015                    | The Jin Xing Show (金星秀)               |                                          |
| 2015                    | Tonight 80's Talk Show (今晚80后脱口秀)  |                                          |
| 2014                    | 嗨！2014                                 |                                          |
| 2013                    | I Am a Singer: Season 1 (我是歌手第一季) |                                          |

### Presentador
| Año  | Evento                     | Notas            |
| ---- | -------------------------- | ---------------- |
| 2019 | 32nd Golden Rooster Awards | junto a Huang Bo |

### Director y productor
| Año  | Título           | Notas                |
| ---- | ---------------- | -------------------- |
| 2015 | Devil and Angel  | director y productor |
| 2014 | The Breakup Guru | director y productor |

### Revistas / sesiones fotográficas
| Año                      | Título                         | Notas |
| ------------------------ | ------------------------------ | ----- |
| 2011 - 2015, 2017 - 2018 | ELLE MEN (睿士)                |       |
| 2011, 2014 - 2016, 2018  | L'Officiel Hommes (时装男士)   |       |
| 2007, 2010, 2014 - 2017  | BAZAAR Men (芭莎男士)          |       |
| 2011, 2015 - 2017        | Esquire (时尚先生)             |       |
| 2016, 2017               | CQ (智族)                      |       |
| 2016                     | Cosmopolitan (时尚)            |       |
| 2015                     | 大众电影                       |       |
| 2015                     | Grazia (红秀)                  |       |
| 2015                     | Robb Report Lifestyle 罗博报告 |       |
| 2015                     | Men's Uno (风度)               |       |
| 2011, 2014               | Men's Health (男士健康)        |       |
| 2011 - 2014              | LEON (男人风尚)                |       |
| 2013                     | The Bund (外滩画报)            |       |
| 2013                     | BAZAAR Men's Style (芭莎男士)  |       |
| 2013                     | OK! (精彩)                     |       |
| 2013                     | Let's (新城记)                 |       |

### Eventos
| Año             | Título                     | Notas |
| --------------- | -------------------------- | ----- |
| 2021            | 2020 Weibo Night           |       |
| febrero de 2020 | 2019 Weibo Awards Ceremony |       |

## Discografía

### Singles
| Año  | Título                                           | Álbum                                               | Notas                               |
| ---- | ------------------------------------------------ | --------------------------------------------------- | ----------------------------------- |
| 2017 | Ride the Winds, Break the Waves (乘风破浪歌)     | OST de "Duckweed"                                   |                                     |
| 2017 | Luan Mu's Wood Guitar (乱炖的木吉他)             | OST de "Buddies in India"                           |                                     |
| 2016 | Love Song of Broadcast Station (电台情歌)        | OST de "I Belonged to You"                          |                                     |
| 2016 | Undefeatable (无敌)                              | OST de "The Mermaid"                                |                                     |
| 2015 | Love in the World (有情世间)                     | OST de "Devil and Angel"                            |                                     |
| 2015 | Alphabet Song (字母歌)                           | OST de "Devil and Angel"                            |                                     |
| 2015 | Your Majesty, I Am Wrong (娘娘我错了)            | OST de "Devil and Angel"                            |                                     |
| 2015 | The Song of Little Tail (小尾巴之歌)             | OST de "The Dead End"                               |                                     |
| 2014 | Brahmas Lullaby (摇篮曲)                         | -                                                   |                                     |
| 2014 | Super Hero (超级英雄)                            | Canción para "Keep Running"                         |                                     |
| 2014 | Sweet Chocolate                                  | OST de "The Breakup Guru"                           |                                     |
| 2014 | The Echoes of the Mountain Valley (山谷里的回声) | OST de "The Breakup Guru"                           |                                     |
| 2014 | Hello World                                      | OST de "The Breakup Guru"                           |                                     |
| 2013 | The Story of Time (光阴的故事)                   | Canción Promocional para "American Dreams in China" | junto a Huang Xiaoming y Tong Dawei |
| 2013 | The Proverb of Love (爱的箴言)                   | OST de "Ten Years of Love"                          |                                     |
| 2012 | Dreams Won't Die (梦不死)                        | Canción Promocional para "The Four"                 |                                     |
| 2011 | Mural (画壁)                                     | OST de "Mural"                                      | junto a Sun Li                      |
| 2011 | Xuan Yuan Legend (轩辕传奇)                      | Canción para el Juego "Xuan Yuan Legend"            |                                     |
| 2010 | Promise (诺言)                                   | OST de "You're My Brother"                          |                                     |
| 2010 | A Bright Moon is Born on the Sea (海上生明月)    | Canción Promocional para "Shanghai World Expo"      |                                     |
| 2009 | Bloom (绽放)                                     | Canción para los "18th Golden Rooster Awards"       |                                     |
| 2009 | Hua Xia Hero (华夏英雄)                          | OST de "The Heaven Sword and Dragon Saber"          |                                     |
| 2008 | I Will Grow Up Today (今天就长大)                | Canción para "Jiayou, 2008!"                        |                                     |
| 2008 | Brothers (兄弟)                                  | OST de "Assembly"                                   |                                     |
| 2006 | The Moon Represents My Heart (月亮代表我的心)    | OST de "Tian Mi Mi"                                 | junto a Sun Li                      |
| 2006 | Tian Mi Mi (甜蜜蜜)                              | OST de "Tian Mi Mi"                                 | junto a Sun Li                      |
| 2005 | Only Need You (只要有你)                         | OST de "Young Justice Bao III"                      | junto a Jin Minjia                  |
| 2002 | Forever Farewell (永相别)                        | OST de "The Young Emperor"                          |                                     |

### Otras canciones
| Año  | Título | Álbum                                                  | Notas                                                                                            |
| ---- | ------ | ------------------------------------------------------ | ------------------------------------------------------------------------------------------------ |
| 2020 | 战疫   | Lanzado por China Federation of Literary & Art Circles | (Canción y mensajes para apoyar a quienes luchan contra el coronavirus) - junto a otros artistas |

## Premios y nominaciones
| Año  | Categoría                      | Premio                                    | Trabajo                                            | Resultado |
| ---- | ------------------------------ | ----------------------------------------- | -------------------------------------------------- | --------- |
| 2019 | Best Actor                     | 25th Huading Award                        | Shadow                                             | Nominado  |
| 2018 | Best Leading Actor             | 55th Golden Horse Film Festival and Award | Shadow                                             | Nominado  |
| 2018 | Best Actor                     | 9th China Film Director's Guild Award     | Duckweed                                           | Nominado  |
| 2017 | Best Actor                     | 31st Golden Rooster Award                 | The Dead End                                       | Ganó      |
| 2016 | Best Actor                     | 33rd Hundred Flowers Award                | The Dead End                                       | Nominado  |
| 2016 | Best Actor                     | 7th China Film Director's Guild Award     | The Dead End                                       | Nominado  |
| 2015 | Best Actor                     | 52nd Golden Horse Film Award              | The Dead End                                       | Nominado  |
| 2015 | Best Actor                     | 18th Shanghai International Film Festival | The Dead End                                       | Ganó      |
| 2013 | Male Popular Actor             | 10th Guangzhou Student Film Festival      | American Dreams in China                           | Ganó      |
| 2011 | Best Supporting Actor          | 30th Hong Kong Film Award                 | Detective Dee and the Mystery of the Phantom Flame | Nominado  |
| 2009 | Male Actor in a Motion Picture | Golden Phoenix Award                      | Assembly                                           | Ganó      |
| 2009 | Best Supporting Actor          | 27th Golden Rooster Award                 | Assembly                                           | Nominado  |
| 2008 | Best Supporting Actor          | 29th Hundred Flowers Award                | Assembly                                           | Ganó      |